# Javier Orol
Javier Orol Sánchez (Madrid, 4 aprile 1973) è un ex giocatore di calcio a 5 spagnolo.
Con la Nazionale spagnola è stato campione del mondo nel 2000 e nel 2004 e campione europeo nel 2001 e nel 2005.

## Carriera

### Club
Utilizzato nel ruolo di difensore, Orol ha esordito nell'Atlanta dove è rimasto fino al 1995 quando è passato al Segovia. Con la formazione castigliana ha vinto il campionato 1998-99, tre Coppe di Spagna (1997-98, 1998-99 e 1999-00), due Supercoppe (1998-99 e 1999-00) e l'European Champions Tournament (2000). Orol è poi passato al Boomerang Interviú dove è rimasto sino al termine della stagione 2003-04; con il club madrileno ha vinto tre campionati (2001-02, 2002-03 e 2003-04), due coppe di Spagna (2001 e 2004), tre supercoppe (2002, 2003 e 2004), una Coppa Iberica del 2004, e una Coppa UEFA nello stesso anno. Con il Polaris World Fútbol Sala, dove è rimasto sino al 2007, ha raccolto solo un secondo posto nella liga 2005-06. Nel 2007 si è trasferito al Prone Lugo con la cui maglia, due anni più tardi, ha terminato la carriera.

### Nazionale
Con la selezione spagnola è stato campione del mondo al FIFA Futsal World Championship 2000 dove in finale ha battuto il Brasile, venendo inoltre inserito nella formazione ideale del torneo stilata dal Gruppo Tecnico della FIFA. Ha ottenuto la convocazione anche per il mondiale successivo e anche per gli europei del 2001 (campione d'Europa), 2003 (semifinali) e 2005 (nuovamente campione d'Europa), dopo l'ultimo europeo ha chiuso l'attività con la nazionale spagnola. In totale, ha disputato 76 incontri con la Nazionale, mettendo a segno 23 reti.

## Palmarès

### Club

#### Competizioni nazionali
- Campionato spagnolo: 4
Segovia: 1998-99
Inter: 2001-02, 2002-03, 2003-04

#### Competizioni internazionali
- Coppa UEFA: 1
Inter: 2003-04

### Nazionale
- Campionato mondiale: 2
2000, 2004
- Campionato d'Europa: 2
2001, 2005